# Fuerza Aérea del Ejército Popular Coreano
La Fuerza Aérea del Ejército Popular Coreano (en coreano: 조선인민군 공군, en hanja: 朝鮮人民軍 空軍), es el nombre de la fuerza aérea unificada de Corea del Norte, es la segunda rama militar más grande del Ejército Popular de Corea con un estimado de 110 000 miembros en su personal. Se supone que posee aproximadamente entre 1200 y 1500 aeronaves de diferentes tipos, la mayoría de origen soviético o chino. Su función principal es defender el espacio aéreo de Corea del Norte. Cuando el Cuerpo Aéreo del Ejército Popular Coreano fue fundado, la unidad aérea devino en su brazo aéreo el 20 de agosto de 1947, día en el que se celebra el aniversario de fundación de la fuerza aérea.

## Inventario de aeronaves

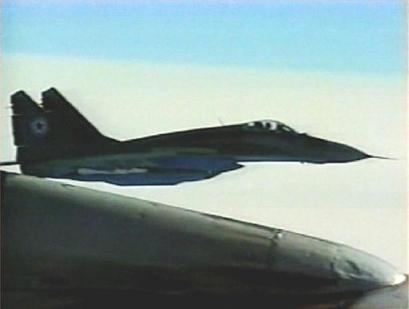
MiG-29 norcoreano.

Actualmente, es muy difícil realizar una descripción creíble del inventario de la Fuerza Aérea norcoreana. La información proveniente de Corea del Norte es muy limitada, y hay muy pocas fuentes creíbles en Internet o la bibliografía pública. Dado que las fuentes no están de acuerdo entre sí, es mejor tenerlas a todas en cuenta. A pesar de que imágenes satelitales como las provistas por Google Earth pueden ser usadas, es importante tener en cuenta que Corea del Norte posee numerosas instalaciones subterráneas para el resguardo de sus aeronaves. También es probable el uso de aviones falsos para engañar a la inteligencia aérea y satelital, y crear así distracción si se presentan hostilidades. Si bien gran parte de las aeronaves aquí listadas se encuentran obsoletas y no serían de mucha utilidad en una batalla moderna, estas aún son usadas y hasta que una fuente confiable no sugiera que dichas aeronaves han sido retiradas, estas deberán permanecer en la lista.
| Aeronave                      | Origen                            | Tipo                                | En servicio activo (fuente 1) | En servicio activo (fuente 2) | Notas |
| ----------------------------- | --------------------------------- | ----------------------------------- | ----------------------------- | ----------------------------- | --- |
| Harbin H-5/ Ilyushin Il-28    | China Unión Soviética             | Bombardero                          | 80                            | 80                            | El H-5 es fabricado bajo licencia del Ilyushin Il-28 Beagle , se cree que algunos Il-28 de fabricación soviética podrían seguir en servicio. |
| Shenyang F-5/ MiG-17          | China Unión Soviética             | Caza                                | 107                           | 107                           | Fabricado Bajo Licencia del Mikoyan-Gurevich MiG-17 Fresco                                                                                   |
| Shenyang F-6                  | China                             | Caza                                | +100                          | 100                           | Fabricado Bajo Licencia del Mikoyan-Gurevich MiG-19 Farmer                                                                                   |
| Mikoyan-Gurevich MiG-21PF/PFM | Unión Soviética                   | Caza                                | 120                           | 160                           | |
| Chengdu F-7B                  | China                             | Caza                                | 40                            | 40                            | Basado en el Mikoyan-Gurevich MiG-21F Fishbed-B                                                                                              |
| Mikoyan-Gurevich MiG-21U      | Unión Soviética                   | Caza-Entrenador                     | ?                             | 30                            | |
| Mikoyan-Gurevich MiG-23ML     | Unión Soviética                   | Caza                                | 46                            |                               | |
| Mikoyan-Gurevich MiG-23P      | Unión Soviética                   | Cazabombardero                      | 10                            |                               | |
| Mikoyan-Gurevich MiG-23UB     | Unión Soviética                   | Caza                                | 10                            |                               | |
| Mikoyan-Gurevich MiG-29       | Unión Soviética                   | Caza                                | 40                            | 40                            | Defienden el espacio aéreo de Pionyang |
| Sukhoi Su-7BMK                | Unión Soviética                   | Avión de ataque a tierra            | 18                            | 18                            | |
| Sukhoi Su-20                  | Unión Soviética                   | Avión de ataque a tierra            | 30                            | 30                            | |
| Nanchang Q-5                  | China                             | Avión de ataque a tierra            | 40                            | 40                            | |
| Sukhoi Su-25K                 | Unión Soviética                   | Avión de ataque a tierra            | 36                            | 36                            | |
| Sukhoi Su-25UBK               | Unión Soviética                   | Avión de ataque a tierra-Entrenador | ?                             | 4                             | |
| Aero L-39 Albatros            | Checoslovaquia                    | Entrenador                          | 12                            | 12                            | |
| Mikoyan-Gurevich MiG-15UTI    | Unión Soviética                   | Entrenador                          | 30                            | 30                            | |
| Nanchang CJ-6                 | China                             | Entrenador                          | 187                           | 180                           | |
| Ilyushin Il-76MD              | Unión Soviética                   | Avión de transporte                 | 3                             | 3                             | En servicio con Air Koryo |
| Tupolev Tu-154B-2             | Unión Soviética                   | Avión comercial                     | 4                             | 4                             | En servicio con Air Koryo |
| Tupolev Tu-134A-3             | Unión Soviética                   | Avión comercial                     | 2                             | 2                             | En servicio con Air Koryo |
| Tupolev Tu-204-300            | Unión Soviética                   | Avión comercial                     | 1                             | 1                             | En servicio con Air Koryo, uno más a ser entregado                                                                                           |
| Ilyushin Il-62M               | Unión Soviética                   | Avión comercial                     | ?                             | 4                             | 2 más en servicio con Air Koryo |
| Ilyushin Il-18                | Unión Soviética                   | Avión comercial                     | 2                             | 2                             | En servicio con Air Koryo |
| Antonov An-24                 | Unión Soviética · Ucrania         | Avión de transporte táctico         | 6                             | 12                            | 5 más en servicio con Air Koryo |
| Antonov An-2                  | Unión Soviética · Polonia · China | Avión de transporte utilitario      | ~200                          |                               | En tierra por los costos del combustible |
| Mil Mi-24                     | Unión Soviética                   | Helicóptero de ataque               | 24                            | 20                            | |
| Mil Mi-26                     | Unión Soviética                   | Helicóptero de transporte           | 4                             | 0?                            | |
| Mil Mi-8                      | Unión Soviética                   | Helicóptero de transporte           | 15                            | 15                            | |
| Mil Mi-14                     | Unión Soviética                   | Guerra antisubmarina                | 10                            | 10                            | |
| Harbin Z-5                    | China                             | Helicóptero utilitario              | 48                            | 48                            | Copia china del Mil Mi-4 |
| Mil Mi-2                      | Polonia                           | Helicóptero utilitario              | 140                           | 140                           | |
| MD Helicopters MD 500         | Estados Unidos                    | Helicóptero utilitario              | 87                            | 86                            | Importados desde Alemania |